# Выборы в Законодательное собрание Приморского края (2016)
Выборы депутатов Законодательного собрания Приморского края шестого созыва состоялись в Приморском крае 18 сентября 2016 года в единый день голосования, одновременно с выборами в Государственную думу РФ. Выборы проходили по смешанной избирательной системе: из 40 депутатов 20 избирались по партийным спискам (пропорциональная система), остальные 20 — по одномандатным округам (мажоритарная система). Для попадания в заксобрание по пропорциональной системе партиям необходимо преодолеть 5%-й барьер. Срок полномочий депутатов — пять лет.
На 1 июля 2016 года в крае было зарегистрировано 1 481 140 избирателей. Явка составила 36,96 %.

## Ключевые даты
- 10 июня Законодательное собрание Приморского края назначило выборы на 18 сентября 2016 года (единый день голосования).[2]
  - 14 июня постановление о назначении выборов было опубликовано в СМИ.[2]
- 15 июня Избирательная комиссия Приморского края утвердила календарный план мероприятий по подготовке и проведению выборов.[2]
- с 4 июля по 8 августа — период выдвижения кандидатов.[2]
- с 4 июля по 3 августа — период выдвижения списков.[2]
  - агитационный период начинается со дня выдвижения и заканчивается и прекращается за одни сутки до дня голосования.[2]
- с 29 июля по 8 августа — период представления документов для регистрации кандидатов и списков.[2]
- с 20 августа по 16 сентября — период агитации в СМИ.[2]
- 17 сентября — день тишины.[2]
- 18 сентября — день голосования.

## Участники

### Выборы по партийным спискам
По единому округу партии выдвигали списки кандидатов. Для регистрации выдвигаемого списка партиям требовалось собрать от 7429 до 8171 подписи избирателей (0,5 % от числа избирателей).
| 1 | Яблоко                                          | Николай Марковцев • Игорь Конев • Юрий Норкин              | 20 | 26 | зарегистрирован                                                        |
| 2 | Справедливая Россия                             | Алексей Козицкий • Олег Финько • Иван Тирских              | 20 | 33 | зарегистрирован                                                        |
| 3 | Коммунистическая партия Российской Федерации    | Анатолий Долгачев • Артавазд Оганесян • Владимир Гришуков  | 20 | 52 | зарегистрирован                                                        |
| 4 | Российская партия пенсионеров за справедливость | Юлия Толмачева • Игорь Крутых                              | 20 | 30 | зарегистрирован                                                        |
| 5 | Единая Россия                                   | Владимир Миклушевский • Людмила Талабаева • Ефим Звеняцкий | 20 | 55 | зарегистрирован                                                        |
| 6 | ЛДПР — Либерально-демократическая партия России | Владимир Жириновский • Андрей Андрейченко                  | 20 | 23 | зарегистрирован                                                        |
| — | Родина                                          | Виктор Каплуненко                                          | 20 | 31 | отказано в регистрации (недостаточное количество достоверных подписей) |
| — | Партия Роста                                    | Алексей Тимченко • Александр Ковалёнок • Владимир Жемер    | 20 | 23 | отказано в регистрации (недостаточное количество достоверных подписей) |
| *Региональная группа соответствует одному одномандатному округу и должна включать от 1 до 5 кандидатов. |                                                 |                                                            |    |    |                                                                        |
| **Без учёта выбывших кандидатов. Общее число кандидатов должно быть от 20 до 60.                        |                                                 |                                                            |    |    |                                                                        |

### Выборы по округам
По 20 одномандатным округам кандидаты выдвигались как партиями, так и путём самовыдвижения. Кандидатам требовалось собрать 3 % подписей от числа избирателей соответствующего одномандатного округа.
| Партия | Партия                                          | Кандидатов |
| ------ | ----------------------------------------------- | ---------- |
|        | Единая Россия                                   | 17         |
|        | Коммунистическая партия Российской Федерации    | 20         |
|        | ЛДПР — Либерально-демократическая партия России | 20         |
|        | Российская партия пенсионеров за справедливость | 13         |
|        | Справедливая Россия                             | 19         |
|        | Яблоко                                          | 15         |
|        | Самовыдвижение                                  | 2          |
| Всего  | Всего                                           | 106        |

| №  | Состав                                                                                                  | Избирателей |
| -- | --- | ----------- |
| 1  | частично Первомайский район города Владивостока                                                         | 69 862      |
| 2  | частично Первомайский, Ленинский районы города Владивостока                                             | 79 241      |
| 3  | частично Ленинский район города Владивостока                                                            | 68 323      |
| 4  | Фрунзенский район города Владивостока, Хасанский район, частично Первомайский район города Владивостока | 67 212      |
| 5  | Надеждинский район, частично Уссурийский городской округ                                                | 78 166      |
| 6  | частично Уссурийский городской округ                                                                    | 77 508      |
| 7  | Октябрьский район, Пограничный район, Ханкайский район, Хорольский район                                | 81 544      |
| 8  | частично Первореченский район города Владивостока                                                       | 81 003      |
| 9  | частично Первореченский, Советский районы города Владивостока                                           | 81 654      |
| 10 | частично Советский район города Владивостока, Артёмовский городской округ                               | 84 920      |
| 11 | Анучинский район, Черниговский район, частично городской округ Спасск-Дальний, Спасский район           | 70 205      |
| 12 | Михайловский район, частично Шкотовский район, Артёмовский городской округ, Уссурийский городской округ | 70 934      |
| 13 | городской округ ЗАТО город Фокино, городской округ Большой Камень, частично Шкотовский район            | 68 117      |
| 14 | Арсеньевский район, Яковлевский район, частично Кавалеровский район, Чугуевский район                   | 78 987      |
| 15 | Пожарский район, Дальнереченский городской округ, Дальнереченский район, Красноармейский район          | 71 609      |
| 16 | Лесозаводский городской округ, Кировский район, частично городской округ Спасск-Дальний, Спасский район | 81 333      |
| 17 | Дальнегорский городской округ, Тернейский район, частично Кавалеровский район, Чугуевский район         | 70 054      |
| 18 | Лазовский район, Ольгинский район, частично Партизанский район, Находкинский городской округ            | 68 210      |
| 19 | частично Находкинский городской округ                                                                   | 68 083      |
| 20 | Партизанский городской округ, частично Партизанский район, Находкинский городской округ                 | 68 803      |

## Результаты
| Место                      | Место                      | Партия                                          | по краевым спискам | по краевым спискам | по краевым спискам | по одно- мандатным округам | всего         | всего  |
| Место                      | Место                      | Партия                                          | Голоса             | %                  | Получено мест      | Получено мест              | Получено мест | %      |
| -------------------------- | -------------------------- | ----------------------------------------------- | ------------------ | ------------------ | ------------------ | -------------------------- | ------------- | ------ |
|                            | 1.                         | «Единая Россия»                                 | 217 318            | 39,47 %            | 9                  | 14                         | 23            | 57,5 % |
|                            | 2.                         | КПРФ                                            | 114 613            | 20,81 %            | 5                  | 3                          | 8             | 20,0 % |
|                            | 3.                         | ЛДПР                                            | 112 495            | 20,43 %            | 4                  | 1                          | 5             | 12,5 % |
|                            | 4.                         | «Справедливая Россия»                           | 39 393             | 7,15 %             | 1                  | 0                          | 1             | 2,5 %  |
|                            | 5.                         | Российская партия пенсионеров за справедливость | 29 973             | 5,44 %             | 1                  | 0                          | 1             | 2,5 %  |
|                            |                            |                                                 |                    |                    |                    |                            |               |        |
|                            | 6.                         | «Яблоко»                                        | 15 540             | 2,82 %             | 0                  | —                          | 0             | 0 %    |
|                            |                            | Самовыдвижение                                  | —                  | —                  | —                  | 2                          | 2             | 5,0 %  |
| Недействительные бюллетени | Недействительные бюллетени | Недействительные бюллетени                      | 21 296             | 3,87 %             |                    |                            |               |        |
| Всего                      | Всего                      | Всего                                           | 550 628            | 100 %              | 20                 | 20                         | 40            | 100 %  |